# Sunbright (Tennessee)
Sunbright es una ciudad ubicada en el condado de Morgan en el estado estadounidense de Tennessee. En el Censo de 2010 tenía una población de 552 habitantes y una densidad poblacional de 56,38 personas por km².

## Geografía
Sunbright se encuentra ubicada en las coordenadas 36°14′36″N 84°40′51″O / 36.24333, -84.68083. Según la Oficina del Censo de los Estados Unidos, Sunbright tiene una superficie total de 9.79 km², de la cual 9.79 km² corresponden a tierra firme y (0%) 0 km² es agua.

## Demografía
Según el censo de 2010, había 552 personas residiendo en Sunbright. La densidad de población era de 56,38 hab./km². De los 552 habitantes, Sunbright estaba compuesto por el 98.91% blancos, el 0.18% eran afroamericanos, el 0.36% eran amerindios, el 0% eran asiáticos, el 0% eran isleños del Pacífico, el 0% eran de otras razas y el 0.54% pertenecían a dos o más razas. Del total de la población el 0.72% eran hispanos o latinos de cualquier raza.